# Carlos di Sarli
Cayetano di Sarli (Bahía Blanca, 7 de enero de 1903 - Buenos Aires, 12 de enero de 1960) más conocido como Carlos Di Sarli , fue un director de orquesta, compositor y pianista argentino. Era apodado "El Señor del Tango", considerado una importante figura dentro de la música de tango.

## Primeros años
Su padre fue Miguel di Sarli, italiano, que tuvo tres hijos, Ana, María y Antonio, de un primer matrimonio. Cuando enviuda emigra primero a Uruguay y luego a Argentina.  Se casó con Serafina Russomano, que era hermana del tenor Tito Russomano, con la cual tuvo otros seis hijos: José, Miguel, Nicolás, Domingo, Cayetano y Roque, estos dos últimos nacidos en la ciudad de Bahía Blanca donde se había instalado la familia.
El jefe de la familia tenía una armería en la calle San Martín 44 y todos vivían en una casa de la calle Buenos Aires (hoy Yrigoyen). Cayetano (que con el tiempo cambiaría su nombre por el de Carlos) concurre a estudiar al Colegio Don Bosco. La música estaba presente en la familia: su hermano Domingo era profesor en el conservatorio Williams, de Bahía Blanca, Nicolás llegó a ser un renombrado barítono y Roque, el menor, fue pianista al igual que Carlos.
En el conservatorio donde enseñaba su hermano, Carlos Di Sarli estudia música y se familiariza con los clásicos. Le gustaba tocar el piano y tuvo desde chico el propósito de viajar a Buenos Aires. Los tangos los escuchaba en el fonógrafo a bocina y en cafés de la ciudad, en los que a veces se prestaba a utilizar sus dotes de pianista clásico para tocarlos él mismo. 
A los 13 años se hizo una escapada incorporándose a una compañía de zarzuelas con la que hizo una gira por varias provincias ejecutando música popular, incluyendo tangos. Más adelante tocaba el piano en un cine acompañando películas mudas y en una confitería de la ciudad de Santa Rosa, provincia de La Pampa, ambas de propiedad de Mario Manara, connacional y amigo de su padre, lo que hizo durante unos dos años. En 1919 regresó a Bahía Blanca y formó su primera orquesta con la que actuó en Bahía Blanca en el Café Express, ubicado en la esquina de Zelarrayán y Buenos Aires y en el Café Moka, de O´Higgins 50. También hicieron giras por La Pampa, Córdoba, Mendoza, San Juan y Salta. Finalmente, en 1923 se trasladó con su hermano Roque a vivir a Buenos Aires cuando ya era autor del tango Meditación.

## Actividad como músico
Por intermedio del músico Alberico Spatola, autor del tango El trece, con el que tenía un cierto parentesco y que era director de la banda de la policía de Buenos Aires, obtuvo que el bandoneonista Anselmo Aieta lo incorporara a su conjunto. A comienzos de 1924 integró una formación dirigida por el violinista Juan Pedro Castillo y, más adelante, el trío de Alejandro Scarpino, el autor del tango Canaro en París. También acompañó a Olinda Bozán en grabaciones para el sello Electra y trabajó con un sexteto en el cabaré Chantecler.
Por recomendación del violinista José Pécora se incorporó en 1926 a la orquesta de Osvaldo Fresedo y actuó en la inauguración del teatro Fénix del barrio de Flores. Osvaldo Fresedo tuvo una influencia muy importante en el estilo que cultivaría con sus propios conjuntos, llegaron a ser muy amigos y en testimonio de su admiración y gratitud Di Sarli, le dedicó a Fresedo el tango Milonguero viejo que compuso entre 1927 y 1928. En la misma época Juan "Pacho" Maglio y José María Rizzutti graban su tango Meditación. 
El pianista Humberto Canaro se había comprometido a formar un conjunto para actuar en el Café Guarany, pero como no podía por cuestiones personales ni quería perder el contrato,  le recomendó al violinista y compositor José Pécora que buscara quien lo reemplazara y fue así convocado Carlos Di Sarli y el resto de los integrantes del conjunto, reconociendo su capacidad le encomendaron la dirección de la orquesta típica y en esta forma en 1927 Di Sarli debutó con su conjunto en el centro de Buenos Aires con un sexteto integrado por César Ginzo y Tito Landó en bandoneones, José Pécora y David Abramsky en violines, Alfredo Krauss en el contrabajo y el director al piano Con este conjunto actuó en confiterías, en Radio Cultura y grabó para RCA Victor. Los cantores Santiago Devin, Ernesto Famá y Fernando Díaz acompañaron al sexteto en grabaciones y actuaciones radiales. Entre el 26 de noviembre de 1928 y el 14 de agosto de 1931 registró 48 temas, que incluían los tangos T.B.C. de Edgardo Donato, Maldita de Antonio Rodio y Celedonio Flores y La guitarrita y Una noche de garufa ambos de Eduardo Arolas.
En 1930 mientras actuaba en el "Café Germinal" tuvo un incidente con uno de los dueños que no entendía que Di Sarli usaba en el escenario anteojos negros no por capricho sino por prescripción médica luego de accidente que le ocurriera a los trece años, por lo que dejó el local y se marchó con su orquesta a Bahía Blanca, donde comenzó a actuar en la Confitería "La Central", de Punta Alta, con una orquesta de señoritas en tanto hacía radio para LU2.
En 1932 Antonio Rodríguez Lesende se incorporó a la orquesta como su primer cantor estable.
En 1934 por motivos no totalmente esclarecidos, Di Sarli dejó la orquesta y se radicó en Rosario, provincia de Santa Fe donde integró un pequeño conjunto con el conocido bandoneonista Juan Cambareri, el violinista Alberto Saikievich y el cantor Roberto Pieri. El sexteto siguió actuando sin Di Sarli; inicialmente mantuvo su nombre pero luego a raíz de las actuaciones en la confitería Novelty pasó a llamarse Orquesta Novel. A pedido de sus integrantes Di Sarli se reincorporó temporalmente en 1935 para reemplazar al pianista Ricardo Canataro que estaba enfermo.
A fines de 1938 Di Sarli reorganizó su orquesta y en enero de 1939 debutó en Radio El Mundo. En esta etapa seguía tocando el piano y ejerciendo la dirección del conjunto que integraban los violinistas Roberto Guisado, Ángel Goicoechea y Adolfo Pérez; los bandoneonistas Roberto Gianitelli, Domingo Sánchez y Alberto Mititieri, el contrabajista Domingo Capurro y el cantor Ignacio Murillo, luego reemplazado por Roberto Rufino que en ese momento tenía 16 años. Con esta formación el 11 de diciembre de 1939 graba para Victor, los tangos Corazón (de su autoría, con letra de Héctor Marcó), cantado por Roberto Rufino y Retirao, de Carlos Posadas.

## Su última orquesta
Es del año 1958, además de Di Sarli como pianista y director contaba con los violines de Roberto Guisado, Elvino Vardaro. A. Rouco, Szymsia Bajour, Carlos Arnaiz, Juan Schiaffino, C. González y A. Rossi; los bandoneones: Félix Verdi, José Libertella, Julián Plaza, A. Marcucci y D. Sánchez, el contrabajo de A. Sciarretta y las voces de Horacio Casares y Jorge Durán.
Con esta orquesta Di Sarli se mantiene en actividad con gran popularidad hasta su muerte ocurrida en Buenos Aires el 12 de enero de 1960.

## Los cantores
En tiempos del sexteto los cantores fueron Santiago Devin, Ernesto Famá, Fernando Díaz, Antonio Rodríguez Lesende, Roberto Arrieta e Ignacio Murillo, en ese orden. En la orquesta Roberto Rufino fue el primer cantor, seguido por Antonio Rodríguez Lesende, Agustín Volpe, Carlos Acuña, Alberto Podestá, otra vez Roberto Rufino, nuevamente Alberto Podestá, Osvaldo Cabrera, por tercera vez Roberto Rufino, otra vez Alberto Podestá, Jorge Durán, Raúl Rosales, por cuarta vez Alberto Podestá, Osvaldo Cordó, Oscar Serpa, Mario Pomar, nuevamente Oscar Serpa, Argentino Ledesma, Rodolfo Galé, Roberto Florio, y finalmente Jorge Durán otra vez y Horacio Casares.

## La música de Di Sarli
Al comienzo su música tenía una estructura más bien simple, a medida que fue madurando devino más lírica y rica en matices y sutilezas pero siempre agradable para los bailarines pues mantenía un ritmo claro que ayudaba a los principiantes y tenía al mismo tiempo la complejidad suficiente para los avanzados. De ahí que su orquesta era una de las grandes animadoras de los bailes de Carnaval y que desde las grabaciones sigue presente en las milongas. 
Di Sarli no encajaba en los cánones de la guardia vieja ni en los del tango de la revolución decariana, sino que encontró su propio estilo sin concesiones a la moda del momento. Tuvo la influencia de Fresedo en sus comienzos pero solo como un antecedente ya que pronto se diferenció y tomó su propio camino. 
Fue un talentoso ejecutante de piano. Desde su instrumento dirigía la orquesta dominando la sincronía y la ejecución del conjunto. En el estilo de Di Sarli no había solos de instrumentos, la fila de bandoneones cantaba por momentos la melodía, pero tenía un papel esencialmente rítmico y milonguero. Solo el violín se destacaba de un modo extremadamente delicado, en algún solo breve o en un contracanto. Su fecunda inventiva estuvo prevalentemente consagrada a la mano izquierda en la cual, con excelente y purísimo sonido, creó una manera de decir, de acentuar, de modular, de "rellenar" y de "bordonear" que era una pieza fundamental en el estilo del músico, encadenando los compases de la obra y acentuando un ritmo delicado y elegante, especial para la danza.

## Homenajes
A Carlos Di Sarli le fueron dedicados varios tangos: Di Sarli (1945) de Félix Láurenz y Pedro Casella, Adiós a Carlos Di Sarli (1960) de José Nieto y Alberto Hilarión Acuña", Adiós, milonguero (1960) de Arturo Gallucci y Osvaldo Tarantino, Carlo (1960) de Aníbal Troilo, Sinfonía para un recuerdo de Arturo D. Frontini y Domingo Lahourcade y Al maestro con nostalgia (1979) de Carlos García.
En Bahía Blanca hay una calle Di Sarli a veinte cuadras de la Plaza Rivadavia, la principal de esa ciudad. En la calle Irigoyen a la altura del número 511 hay una referencia en la acera que recuerda que allí estuvo su casa natal y en la esquina de Irigoyen al 600 está la Plazoleta Carlos Di Sarli, en la que hay un pequeño monumento con un busto del músico.
El 27 de agosto en el “Teatro de la Ribera” sito en Pedro de Mendoza 1821, en el barrio de La Boca y como parte del Festival y Mundial de Tango de la ciudad de Buenos Aires se llevó a cabo un homenaje a Di Sarli protagonizado por la cantante Gaby, secundada por el maestro Norberto Vogel, el bailarín y coreógrafo Jesús Velázquez. Además, el historiador y abogado Eduardo Giorlandini hizo una reseña sobre la vida y obra del pianista bahiense. 
El 4 de octubre de 2012 se presentó el libro  "Carlos Di Sarli : el señor con alma de niño"  escrito por Eduardo Giorlandini, Gabriela Biondo y José Valle, en Zelarrayán 560, Auditorio de la Cooperativa Obrera 
En la plaza del tango sita en Avenida Cerri 750, lindante a la Estación de Bahía Blanca hay un monumento a Carlos Di Sarli efectuado en madera de zoita, de 250 kg de peso efectuado por el escultor Celso Biondo. En su ciudad natal en el mes de octubre se realiza el Festival Nacional de Tango "Carlos Di Sarli", el primero fue realizado del 30 de septiembre al 2 de octubre de 2011. 
Obras como Bahía Blanca, Milonguero viejo o Nido gaucho son solo algunas de las páginas que Di Sarli legó a nuestra música popular. Tuvo una vida breve y signada por injusticias humanas que relegaron su recuerdo y evocación durante décadas.
Eduardo Giorlandini, abogado de profesión, profesor universitario, miembro de la Academia Porteña del Lunfardo y conferencista fue uno de los encargados de reivindicar la figura del maestro tanguero y comenzar a reducir la deuda que los hacedores y difusores del tango guardan con Di Sarli.
En el marco de los Festejos del 185 aniversario de la ciudad de Bahía Blanca se estrenó el 10 de abril de 2013 el filme documental Carlos Di Sarli El Señor del Tango. Dirigido por Alberto Frenquel , guion de Eduardo Giorlandini, la narración es de Juan Carlos Beltrán y producido por el historiador y productor musical José Valle.

## Obras
- Nido gaucho (letra de Héctor Marcó)
- Verdemar (letra de José María Contursi)
- Porteño y bailarín' (letra de Héctor Marcó)
- Bien frappe (letra de Héctor Marcó)
- Otra vez carnaval (letra de Francisco García Jiménez)
- Bahía Blanca.
- Juan Porteño (letra de Héctor Marcó).
- Milonguero viejo.
- Corazón (letra de Héctor Marcó)
- En un beso la vida (letra de Héctor Marcó)
- La capilla blanca  (letra de Héctor Marcó)
- Tangueando te quiero (letra de Héctor Marcó)
- Cuatro vidas (letra de Héctor Marcó)
- Así era mi novia (letra de Héctor Marcó)
- Chiquetera.
- Callorda.
- Che, francés, vení.
- Pobre buzón.
- Porqué le llaman amor.
- De qué podemos hablar.
- Rinconcito de alegría.
- Negando el perdón.
- Llanto en el corazón.
- Cortando camino.